# سبالة بن عمار
سبّآلة بن عمّار إحدى قرى الجمهورية التونسية، تقع في ولاية أريانة، شمال مدينة تونس على الطريق الوطنية رقم 8.

### مواضيع ذات علاقة
- ولاية أريانة.

1. ↑  "المناطق الترابية (العمادات) حسب الولايات والمعتمديات". اطلع عليه بتاريخ 2024-11-30.